# Abraham Minero
Abraham Minero Fernández (Granollers, Barcelona, Cataluña, 22 de febrero de 1986), deportivamente conocido como Abraham, es un futbolista español que juega como defensa.

## Trayectoria
Formado en las categorías inferiores del F. C. Barcelona y E. C. Granollers, pasa por diversos equipos del fútbol regional catalán, desde el propio E. C. Granollers, al C. F. Peralada, U. E. Figueres y C. D. Blanes. 
Tras una gran temporada en la U. E. Sant Andreu, con la que estuvo a punto de ascender a Segunda, recaló en el F. C. Barcelona "B", donde jugó su primera temporada en la categoría de plata. 
El 2 de junio de 2011 se confirmó su llegada al Real Zaragoza para las siguientes tres temporadas, al igual que Edu Oriol. En febrero de 2013 renovó por el conjunto blanquillo por tres años más.
En verano de 2014 se marchó cedido con opción de compra a la S. D. Eibar, equipo recién ascendido a la Primera División de España, pasando después por el Zaragoza nuevamente, Levante U. D. y Gimnàstic de Tarragona para recalar en junio de 2019 en el Racing de Santander, convirtiéndose en el primer fichaje del club cántabro para la temporada 2019-20. Tras no haber podido mantener la categoría, en septiembre de 2020 firmó por dos años con el Club Lleida Esportiu. Solo estuvo uno de ellos y en septiembre de 2021 regresó al fútbol aragonés para jugar en el C. D. Ebro.

## Clubes
| Club                   | País   | Año       |
| ---------------------- | ------ | --------- |
| E. C. Granollers       | España | 2004-2006 |
| C. F. Peralada         | España | 2006-2007 |
| U. E. Figueres         | España | 2007      |
| C. D. Blanes           | España | 2007-2008 |
| U. E. Sant Andreu      | España | 2008-2010 |
| F. C. Barcelona "B"    | España | 2010-2011 |
| Real Zaragoza          | España | 2011-2017 |
| S. D. Eibar (cedido)   | España | 2014-2015 |
| Levante U. D. (cedido) | España | 2016-2017 |
| Gimnàstic de Tarragona | España | 2017-2019 |
| Racing de Santander    | España | 2019-2020 |
| Lleida Esportiu        | España | 2020-2021 |
| C. D. Ebro             | España | 2021-2022 |